# Aculepeira taibaishanensis
Aculepeira taibaishanensis là một loài nhện trong họ Araneidae.
Loài này thuộc chi Aculepeira. Aculepeira taibaishanensis được miêu tả năm 1995 bởi Zhu & Jia-Fu Wang.